# Andrzej Sztando
Andrzej Sztando (ur. 1971 r. w Jeleniej Górze) – polski ekonomista, doktor habilitowany nauk o zarządzaniu specjalizujący się w zarządzaniu strategicznym rozwojem lokalnym i regionalnym; autor strategii rozwoju polskich gmin, powiatów i województw; nauczyciel akademicki, profesor nadzwyczajny Uniwersytetu Ekonomicznego we Wrocławiu; radny i wiceprzewodniczący Rady Powiatu karkonoskiego kadencji 2010-2014, 2014-2018.

## Życiorys i badania naukowe
W 1995 r. ukończył studia magisterskie na Wydziale Gospodarki Regionalnej i Turystyki w Jeleniej Górze Akademii Ekonomicznej we Wrocławiu. Już w ich trakcie został asystentem w Katedrze Gospodarki Regionalnej tego wydziału. W 2000 r., na podstawie rozprawy pt.: "Obszary i narzędzia oddziaływania samorządu lokalnego na podmioty gospodarcze", uzyskał stopień doktora nauk ekonomicznych i awansował na adiunkta. W 2018 r., na podstawie osiągnięcia naukowego pt.: "Ponadlokalna perspektywa zarządzania strategicznego rozwojem lokalnym na przykładzie małych miast", nadano mu stopień doktora habilitowanego w dziedzinie nauk ekonomicznych, w dyscyplinie nauki o zarządzaniu. W tym roku otrzymał też awans na profesora nadzwyczajnego i przeniósł się do Katedry Gospodarki Przestrzennej i Administracji Samorządowej na Wydziale Nauk Ekonomicznych Uniwersytetu Ekonomicznego we Wrocławiu. Jako profesor wizytujący i goszczący wykładał m.in. na: Uniwersytecie Bolońskim, Uniwersytecie Sztokholmskim, University of Las Palmas de Gran Canaria, University of Jember, University of Campinas, University of the Witwatersrand, University of Johannesburg, University of Zululand, North-West University, University of National and World Economy, P.A. College, Integrated Business Faculty.
Jego działalność naukowa poświęcona jest zarządzaniu rozwojem lokalnym i regionalnym, głównie budowie i wdrażaniu strategii rozwoju gmin/miast, powiatów, województw. Opracował nowatorskie, stosowane współcześnie w Polsce: modelowe procedury budowy i wdrażania strategii rozwoju jednostki samorządu terytorialnego, zasady sporządzania planów rozwoju samorządów terytorialnych, terytorialną analizę strategiczną SWOT Plus, metodykę pomiaru rezultatów programów rewitalizacji miast. Wniósł do nauki o zarządzaniu nową wiedzę, m.in. nt.: ponadlokalnej perspektywy zarządzania strategicznego rozwojem lokalnym w Polsce, współczesnych barier tego zarządzania, motywacji władz do tego zarządzania, porażek w tym zarządzaniu i sposobów ich unikania. Sformułował wytyczne legislacyjne doskonalenia zarządzania rozwojem lokalnym i regionalnym. Zdefiniował pojęcia: rozwoju lokalnego, strategii rozwoju lokalnego, polityki rozwoju lokalnego i zarządzania strategicznego rozwojem lokalnym. Jest autorem i współautorem ponad 100 recenzowanych publikacji naukowych.
W latach 2012 i 2013 wybrany przez studentów Wydziału Ekonomii, Zarządzania i Turystyki Uniwersytetu Ekonomicznego we Wrocławiu jako najlepszy specjalista wśród pracowników wydziału. W latach 1997–2018 15-krotny laureat nagrody indywidualnej za osiągnięcia naukowe i ich praktyczne zastosowanie, przyznawanej przez rektora tego uniwersytetu. W 2010 odznaczony Brązowym Medalem za Długoletnią Służbę.

## Zastosowanie praktyczne badań naukowych
Stosuje w praktyce wyniki swoich badań naukowych sporządzając strategie i inne plany rozwoju polskich gmin/miast, powiatów i województw oraz uczestnicząc w ich wdrażaniu. Jest autorem i współautorem m.in. strategii rozwoju województw: dolnośląskiego (2001, 2005), lubuskiego (2010); strategii rozwoju powiatów: karkonoskiego (2000, 2006, 2007), zgorzeleckiego (2000, 2004), polkowickiego (2000, 2008), przeworskiego (2007), bolesławieckiego (2000), jaworskiego (2014); strategii rozwoju gmin/miast: Długołęka (2011), Dzierżoniów (1996), Dziwnów (2008), Jelenia Góra (2000, 2004), Nowogrodziec (2001, 2011), Starachowice (1997), Wojcieszów (2004), Wronki (1998), Bogatynia (2006, 2010, 2014), Bolków (2004), Chocianów (2001), Jelcz-Laskowice (2007), Kozienice (2018), Lądek Zdrój (1998, 2014), Lubawka (2001), Mysłakowice (2016), Pieńsk (2000), Polkowice (2000, 2002, 2007, 2010, 2015), Przemków (2008, 2010), Stara Kamienica (2016), Świerzawa (2004), Węgliniec (1998, 2007), Dobromierz (1999), Grębocice (2001, 2006, 2015), Janowice Wielkie (2002), Jeżów Sudecki (2000), Łomazy (2009), Piszczac (2008), Mały Płock (2009), Marciszów (2003, 2010), Mysłakowice (2016), Podgórzyn (2000), Radków (2008), Radwanice (2001), Rokitno (2009), Rudna (2004), Stronie Śląskie (2013), Sulików (2005), Urzędów (2008), Waganiec (2007), Wądroże Wielkie (2008). Uczestniczył we wdrażaniu wielu z nich.
W latach 2000–2018 pełnił funkcje eksperta ds. zarządzania strategicznego m.in.: Sejmiku Województwa Dolnośląskiego, Marszałka Województwa Dolnośląskiego, Fundacji Rozwoju Demokracji Lokalnej, Związku Miast Polskich, Międzynarodowego Centrum Biznesu i Administracji Publicznej UWM, Polskiego Towarzystwa Walki z Kalectwem, Karkonoskiej Agencji Rozwoju Regionalnego, Polish-German Research Association, WNP Ekspert, ASM Centrum Badań i Analiz Rynku oraz kilkunastu gmin.